# アナアブ科
アナアブ科（Vermileonidae）は、双翅目に含まれる分類群の一つ。本科のみでアナアブ下目（Vermileonomorpha）を構成するとされるが、かつてはシギアブ科に含まれる亜科として位置づけられていた。

## 分類
アナアブ科には10属80種ほどが分類され、いずれの種も生息数は多くない。本科は長らくシギアブ科に含まれる亜科（Vermileoninae）とされていたが、生態的、形態的な特徴が狭義のシギアブ科（Rhagionidae sensu stricto）と明瞭に区別されるため、独立の科とすることが広く受け入れられている。
上位分類については、アブ下目（Tabanomorpha）に含まれることもあるが、近年の研究により、本科のみでアナアブ下目に分類されることが一般的になっている。

## 生態
アナアブ科に含まれる種は主に乾燥地に生息し、モロッコなどのアフリカ西部やポルトガルなどのイベリア半島で多くの種が記録されている。
アナアブ科の幼虫は、英語で wormlion と呼ばれ、これをラテン語に直すと、科名の由来である "Vermileo" となる。この幼虫は、アリジゴクと呼ばれるウスバカゲロウ科（アミメカゲロウ目）の幼虫のように、餌を捕らえるトラップを発達させることが知られており、いわゆる「蟻地獄」のような円錐形の罠を砂地に作り、中心で待ち構えてそこに落ちたアリなどを捕食する。幼虫の主要な天敵は、アリジゴクと同様、ヤツガシラやキジ目の鳥類である。